# Record du monde de Rubik's Revenge
| Temps         | Compétiteur      | Nationalité | Lieu                                    | Date              |
| ------------- | ---------------- | ----------- | --------------------------------------- | ----------------- |
| 15 s 71       | Max Park         | États-Unis  | Colorado Mountain Tour - Evergreen 2024 | 8 juin 2024       |
| 15 s 83       | Max Park         | États-Unis  | Nub Open Yucaipa 2024                   | 20 avril 2024     |
| 16 s 79       | Max Park         | États-Unis  | Bay Area Speedcubin' 29 PM 2022         | 3 avril 2022      |
| 16 s 86       | Max Park         | États-Unis  | CubingUSA Western Championship 2021     | 28 novembre 2021  |
| 17 s 18       | Max Park         | États-Unis  | CubingUSA Western Championship 2021     | 27 novembre 2021  |
| 17 s 42       | Sebastian Weyer  | Allemagne   | Danish Open 2019                        | 14 septembre 2019 |
| 18 s 25       | Sebastian Weyer  | Allemagne   | German Nationals 2019                   | 4 août 2019       |
| 18 s 42       | Max Park         | États-Unis  | SacCubing IV 2018                       | 27 mai 2018       |
| 18 s 84       | Sebastian Weyer  | Allemagne   | German Open 2018                        | 22 avril 2018     |
| 19 s 36       | Feliks Zemdegs   | Australie   | LatAm Tour - Arequipa 2017              | 22 juin 2017      |
| 19 s 41       | Feliks Zemdegs   | Australie   | Berlin Summer Cube Days 2017            | 11 juin 2017      |
| 21 s 54       | Feliks Zemdegs   | Australie   | China Championship 2015                 | 2 octobre 2015    |
| 21 s 97       | Sebastian Weyer  | Allemagne   | Euro 2014                               | 9 août 2014       |
| 24 s 33       | Sebastian Weyer  | Allemagne   | Velbert Easter Open 2014                | 20 avril 2014     |
| 24 s 66       | Feliks Zemdegs   | Australie   | Lifestyle Seasons Summer 2014           | 11 janvier 2014   |
| 24 s 67       | Sebastian Weyer  | Allemagne   | Duisburg Winter 2014                    | 5 janvier 2014    |
| 25 s 34       | Feliks Zemdegs   | Australie   | Shepparton Winter 2013                  | 8 juin 2013       |
| 26 s 44       | Sebastian Weyer  | Allemagne   | Velbert Open 2013                       | 17 février 2013   |
| 26 s 75       | Feliks Zemdegs   | Australie   | Australian Nationals 2012               | 2 septembre 2012  |
| 26 s 77       | Mats Valk        | Pays-Bas    | German Open 2012                        | 15 avril 2012     |
| 30 s 02       | Mats Valk        | Pays-Bas    | Dutch Nationals 2011                    | 17 décembre 2011  |
| 30 s 28       | Feliks Zemdegs   | Australie   | Australian Nationals 2011               | 27 août 2011      |
| 30 s 88       | Feliks Zemdegs   | Australie   | Melbourne Winter Open 2011              | 25 juin 2011      |
| 31 s 05       | Feliks Zemdegs   | Australie   | Kubaroo Open 2011                       | 7 mai 2011        |
| 31 s 66       | Sebastian Weyer  | Allemagne   | Hamburg Open 2011                       | 1er mai 2011      |
| 31 s 97       | Feliks Zemdegs   | Australie   | Melbourne Cube Day 2010                 | 13 novembre 2010  |
| 34 s 41       | Feliks Zemdegs   | Australie   | Asian Championship 2010                 | 10 octobre 2010   |
| 34 s 72       | Feliks Zemdegs   | Australie   | Asian Championship 2010                 | 9 octobre 2010    |
| 35 s 40       | Haixu Zhang      | Chine       | Guangzhou Big Cubes 2010                | 11 juillet 2010   |
| 35 s 55       | Feliks Zemdegs   | Australie   | New Zealand Championships 2010          | 10 juillet 2010   |
| 36 s 46       | Dan Cohen        | États-Unis  | World Championship 2009                 | 11 octobre 2009   |
| 39 s 28       | Syuhei Omura     | Japon       | Japan Open 2009                         | 2 août 2009       |
| 39 s 83       | Erik Akkersdijk  | Pays-Bas    | German Open 2009                        | 11 janvier 2009   |
| 40 s 05       | Erik Akkersdijk  | Pays-Bas    | Aachen Open 2009                        | 26 avril 2009     |
| 41 s 16       | Yumu Tabuchi     | Japon       | Japan Open 2008                         | 4 octobre 2008    |
| 41 s 31       | Erik Akkersdijk  | Pays-Bas    | Brussels Summer Open 2008               | 7 septembre 2008  |
| 43 s 72       | Erik Akkersdijk  | Pays-Bas    | Dutch Masters 2008                      | 24 août 2008      |
| 45 s 15       | Keisuke Hiraya   | Japon       | Tokyo Open 2008                         | 2 août 2008       |
| 46 s 03       | Dan Cohen        | États-Unis  | Da Vinci Science Center 2008            | 15 juin 2008      |
| 46 s 63       | Mátyás Kuti      | Hongrie     | UK Open 2007                            | 10 novembre 2007  |
| 51 s 16       | Michael Fung     | Pays-Bas    | Dutch Open 2006                         | 15 octobre 2006   |
| 54 s 13       | Yuki Hayashi     | Japon       | World Championship 2005                 | 6 novembre 2005   |
| 55 s 38       | Chris Hardwick   | États-Unis  | Caltech Dallas 2005                     | 13 août 2005      |
| 1 min 00 s 38 | Yuki Hayashi     | Japon       | Kyoto 2005                              | 10 juillet 2005   |
| 1 min 01 s 52 | Frédérick Badie  | France      | France 2005                             | 22 avril 2005     |
| 1 min 08 s 12 | Frank Morris     | États-Unis  | Caltech Winter 2005                     | 15 janvier 2005   |
| 1 min 09 s 11 | Lars Vandenbergh | Belgique    | Euro 2004                               | 8 août 2004       |
| 1 min 12 s 49 | Frédérick Badie  | France      | Euro 2004                               | 8 août 2004       |
| 1 min 12 s 85 | Chris Hardwick   | États-Unis  | US Nationals 2004                       | 10 juillet 2004   |
| 1 min 20 s 16 | Masayuki Akimoto | Japon       | World Championship 2003                 | 24 août 2003      |

| Temps         | Compétiteur       | Nationalité | Lieu                            | Date              |
| ------------- | ----------------- | ----------- | ------------------------------- | ----------------- |
| 19 s 17       | Tymon Kolasiński  | Pologne     | Hvidovre NxN 2025               | 9 février 2025    |
| 19 s 38       | Max Park          | États-Unis  | Arizona Speedcubing Spring 2023 | 19 mars 2023      |
| 19 s 88       | Max Park          | États-Unis  | Bay Area Speedcubin' 29 PM 2022 | 3 avril 2022      |
| 20 s 94       | Max Park          | États-Unis  | Missoula 2021                   | 7 novembre 2021   |
| 21 s 11       | Max Park          | États-Unis  | Bay Area Speedcubin' 21 2019    | 1er décembre 2019 |
| 21 s 13       | Max Park          | États-Unis  | SacCubing IV 2018               | 27 mai 2018       |
| 22 s 26       | Max Park          | États-Unis  | Thanks for the InFive 2018      | 12 mai 2018       |
| 22 s 27       | Sebastian Weyer   | Allemagne   | German Open 2018                | 22 avril 2018     |
| 22 s 55       | Max Park          | États-Unis  | SacCubing III 2018              | 27 janvier 2018   |
| 23 s 03       | Sebastian Weyer   | Allemagne   | German Big Cube Open 2017       | 1er juillet 2017  |
| 24 s 01       | Sebastian Weyer   | Allemagne   | Berlin Summer Cube Days 2017    | 11 juin 2017      |
| 25 s 53       | Max Park          | États-Unis  | Las Vegas Spring 2017           | 8 avril 2018      |
| 25 s 96       | Sebastian Weyer   | Allemagne   | Frankfurt Cube Days 2017        | 29 janvier 2017   |
| 25 s 97       | Feliks Zemdegs    | Australie   | Adelaide Summer 2017            | 21 janvier 2017   |
| 26 s 03       | Sebastian Weyer   | Allemagne   | German Nationals 2014           | 6 septembre 2014  |
| 27 s 17       | Sebastian Weyer   | Allemagne   | Euro 2014                       | 9 août 2014       |
| 28 s 15       | Sebastian Weyer   | Allemagne   | Frankfurt Cube Days 2014        | 19 janvier 2014   |
| 29 s 17       | Sebastian Weyer   | Allemagne   | Frankfurt Cube Days 2012        | 8 décembre 2012   |
| 30 s 81       | Sebastian Weyer   | Allemagne   | Aachen Summer 2012              | 24 juin 2012      |
| 33 s 57       | Mats Valk         | Pays-Bas    | German Open 2012                | 15 avril 2012     |
| 34 s 82       | Feliks Zemdegs    | Australie   | Melbourne Summer 2012           | 25 février 2012   |
| 35 s 22       | Feliks Zemdegs    | Australie   | World Championship 2011         | 16 octobre 2011   |
| 35 s 33       | Feliks Zemdegs    | Australie   | World Championship 2011         | 15 octobre 2011   |
| 35 s 52       | Giovanni Contardi | Italie      | Italian Open 2011               | 1er octobre 2011  |
| 35 s 54       | Dan Cohen         | États-Unis  | Princeton Fall 2011             | 24 septembre 2011 |
| 35 s 80       | Feliks Zemdegs    | Australie   | Melbourne Cube Day 2010         | 13 novembre 2010  |
| 39 s 73       | Feliks Zemdegs    | Australie   | Melbourne Cube Day 2010         | 13 novembre 2010  |
| 40 s 67       | Giovanni Contardi | Italie      | Mantua Open 2010                | 16 octobre 2010   |
| 40 s 86       | Haixu Zhang       | Chine       | Guangdong Open 2010             | 3 octobre 2010    |
| 41 s 29       | Erik Akkersdijk   | Pays-Bas    | Lemgo Open 2010                 | 5 septembre 2010  |
| 42 s 01       | Feliks Zemdegs    | Australie   | Melbourne Summer Open 2010      | 30 janvier 2010   |
| 43 s 43       | Han-Cyun Chen     | Taïwan      | Taïwan Summer Open 2009         | 23 août 2009      |
| 45 s 32       | Haixu Zhang       | Chine       | Shenzhen Summer Open 2009       | 22 août 2009      |
| 45 s 85       | Han-Cyun Chen     | Taïwan      | Taïwan Spring Open 2009         | 31 mai 2009       |
| 47 s 94       | Erik Akkersdijk   | Pays-Bas    | Aachen Open 2009                | 11 janvier 2009   |
| 49 s 03       | Erik Akkersdijk   | Pays-Bas    | Brussels Summer Open 2008       | 7 septembre 2008  |
| 52 s 31       | Keisuke Hiraya    | Japon       | Tokyo Open 2008                 | 2 août 2008       |
| 53 s 99       | Erik Akkersdijk   | Pays-Bas    | Madrid Open 2008                | 6 avril 2008      |
| 54 s 71       | Erik Akkersdijk   | Pays-Bas    | Benelux Open 2008               | 17 février 2008   |
| 57 s 15       | Erik Akkersdijk   | Pays-Bas    | Belgian Open 2008               | 2 février 2008    |
| 58 s 15       | Mátyás Kuti       | Hongrie     | Polish Open 2007                | 16 septembre 2007 |
| 59 s 21       | Michael Fung      | Pays-Bas    | Dutch Open 2006                 | 15 octobre 2006   |
| 1 min 02 s 40 | Jean Pons         | France      | Euro 2006                       | 24 septembre 2006 |
| 1 min 04 s 63 | Yuki Hayashi      | Japon       | World Championship 2005         | 6 novembre 2005   |
| 1 min 04 s 97 | Yuki Hayashi      | Japon       | Kyoto 2005                      | 10 juillet 2005   |
| 1 min 15 s 03 | Frédérick Badie   | France      | France 2005                     | 22 avril 2005     |
| 1 min 15 s 54 | Chris Hardwick    | États-Unis  | US Nationals 2004               | 10 juillet 2004   |
| 1 min 30 s 57 | David Wesley      | Suède       | World Championship 2003         | 24 août 2003      |